# Animal Legal Defense Fund
Animal Legal Defense Fund (ALDF) er en amerikansk non-profit juridisk organisation som fokuserer på dyreret og på at beskytte og fremme dyrs interesser gennem det juridiske system. ALDF blev grundlagt i 1979 af advokat Joyce Tischler, og har nu over 100.000 medlemmer og støtter, med kontorer i San Francisco, Omaha, Nebraska og Portland, Oregon.

## Programmer
ALDF's retstrætteprogram indgiver sagsanlæg for at stoppe overgreb mod kæledyr, dyr i industrialiserede landbrug og i underholdningsindustrien. Deres kriminalretsprogram arbejder sammen med politiet og anklagerne for at sørge for at dem, der dømmes for overgreb på dyr får maksimal straf. Deres dyrelovsprogram arbejder med grupper af studerende og juraprofessorer for at udvide dyrelovsfeltet i juraskoler.

## Stipendier
ALDF tildeler stipendier for at hjælpe advokater med at fortsætte deres sager, og yder eksperters udtalelser til at lette vedtagelsen af delstatslove som gør det nemmere at sagsøge i sager som involverer et kæledyrs uretmæssige død eller overlast.